# 후지큐 하이랜드역
후지큐 하이랜드 역(일본어: 富士急ハイランド駅, ふじきゅうハイランドえき 후지큐우하이란도에키[*])은 일본 야마나시현 미나미쓰루군 후지카와구치코정에 위치한 철도역이다.

## 타는 곳
| ■ 후지 급행 선 | 상행 | 후지요시다·오쓰키·다카오·도쿄 방면 |
| ■ 후지 급행 선 | 하행 | 가와구치 호 방면                   |

## 역세권 정보
- 후지 급행 본사
- 후지큐 하이랜드
- 국도 제137호선
- 주오 자동차도 가와구치 호 나들목

## 역사
- 1961년 12월 1일: 하이랜드역(일본어: ハイランド駅)으로서 영업을 개시함.
- 1981년 1월 11일: 역 명칭을 후지큐 하이랜드 역으로 변경함.

## 인접역
| 후지 급행 ■ 가와구치 호 선 | 후지 급행 ■ 가와구치 호 선 | 후지 급행 ■ 가와구치 호 선   |
| -------------------------- | -------------------------- | ---------------------------- |
| 후지요시다 오쓰키 방면     | 후지 산 특급 보통          | 가와구치 호 가와구치 호 방면 |